# ¡Alegría!
¡Alegría! va ser una revista il·lustrada publicada a Espanya entre 1907 i 1908. El seu primer número va aparèixer el 13 de març de 1907. De periodicitat setmanal, va ser dirigida per Luis de Tapia. Amb un caire anti-modernista, tenia un contingut variat, que incloïa actualitats, paròdies o humor. A més a més del mateix Tapia, hi van col·laborar autors com Eduardo Gómez de Baquero «Andrenio», Félix Limendoux o Juan Pérez Zúñiga. Va comptar amb il·lustracions d'artistes com Francisco Sancha, Inocencio Medina Vera, Pedro Antonio Villahermosa «Sileno», Juan Gris o José Robledano, entre d'altres. El seu últim número va aparèixer el 6 de maig 1908.